# رووی ۵۵۰
رووی ۵۵۰ (Roewe 550) یا ام جی ۵۵۰ (MG 550) معروف به شوالیه خودرویی است که از سال ۲۰۰۸—کنون تولید شده‌است.
طراحی آن خودروهای موتور جلو-محور جلو بوده است.